# Baliwat Brandenburski
Baliwat Brandenburski, pełna nazwa Baliwat Brandenburski Rycerskiego Zakonu Szpitalników św. Jana Jerozolimskiego (niem. Balley Brandenburg des Ritterlichen Ordens St. Johannis vom Spital zu Jerusalem), zw. Zakon Joannitów (niem. Johanniterorden) – zakon rycerski, protestancka (luterańska) gałąź katolickiego Zakonu Świętego Jana Jerozolimskiego (zw. joannitami lub kawalerami maltańskimi), która oddzielona została w XVI wieku podczas reformacji. Zlikwidowana 30 października 1810 przez króla Fryderyka Wilhelma III, który postanowił sekularyzować dobra zakonne po zawarciu pokoju w Tylży w 1807 z Napoleonem Bonaparte celem zapłaty Francuzom olbrzymiej kontrybucji. Odrestaurowana w 1852 przez króla Fryderyka Wilhelma IV, istnieje do czasów współczesnych.
Zakonne niezależne zgromadzenia grupujące członków wyznania luterańskiego, reformowanego i anglikańskiego: brytyjski Zakon Świętego Jana Jerozolimskiego, niemiecki Baliwat Brandenburski oraz Zakon Świętego Jana w Holandii i Zakon Świętego Jana w Szwecji, oraz fiński, węgierski, szwajcarski i francuski, zrzeszone w Przymierzu Zakonów św. Jana Jerozolimskiego.

## Historia

### Do roku 1945

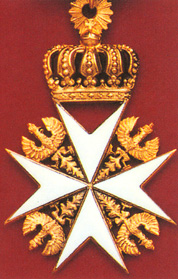
Oznaka orderowa zakonników niemieckich (złota korona i złote orły przysługują tylko Rycerzom z Prawa: Kawalerom i Komandorom)

W 1538 elektor Brandenburgii Joachim II Hektor oraz jego brat magrabia Jan z Kostrzyna, władca Nowej Marchii, przyjęli wyznanie luterańskie. Podobnie jak obaj władcy z rodu Hohenzollernów, rycerze należący do tzw. „baliwatu brandenburskiego” zakonu joannitów przeszli na luteranizm, zachowując przy tym formalną zależność od katolickiego Wielkiego Przeoratu Niemiec (niem. Großpriorat Deutschland) z siedzibą w Heitersheim w Badenii. Zakupiony w 1426 Sonnenburg (obecnie Słońsk) stał się główną siedzibą brandenburskich joannitów.
Od 1693 na czele komturii stoją nieprzerwanie członkowie rodu Hohenzollernów. Sonnenburg wraz z okolicznymi posiadłościami pozostał własnością joannitów do 1810. Ogłoszona w tym roku sekularyzacja zakonów w Prusach pozbawiła całego majątku zarówno protestanckich joannitów, jak i katolickich rycerzy maltańskich. Prusy musiały zapłacić Napoleonowi olbrzymią kontrybucję i chwytano się wszystkich środków, by zebrać konieczne fundusze.
23 maja 1812 król Fryderyk Wilhelm III ustanowił Królewski Pruski Order Świętego Jana (niem. Königlich-Preußischer Johanniterorden) jako order zasługi nadawany przez króla Prus.
15 października 1852 król Fryderyk Wilhelm IV ukonstytuował na nowo gałąź brandenburską joannitów pod nazwą Baliwat Brandenburski Zakonu Rycerskiego Szpitalników św. Jana z Jerozolimy. Zakon składał się wówczas z części brandenburskiej i dependencji bawarskiej, saskiej oraz holenderskiej.
Król zwrócił zakonowi zamek Sonnenburg (bez dawnych posiadłości ziemskich). Protektorem odnowionego zakonu miał być każdorazowy król pruski, na jego czele jako Mistrz (niem. Herrenmeister; tytuł datuje się z 1350) miał stać jeden z pruskich książąt krwi, wybierany przez kapitułę i zatwierdzany przez monarchę.
Zakon otrzymał status prawny jako korporacja. Należeć do niego mogła tylko szlachta wyznania ewangelickiego. Kandydat na członka musiał mieć ukończone 30 lat, jeśli był oficerem, musiał posiadać co najmniej rangę kapitana. Przez pierwsze cztery lata przysługiwał mu tylko stopień kawalera honorowego, bez prawa głosu w kapitule. Dopiero po czterech latach nadawano mu (jeśli na to zasłużył) godność rycerza z prawa i pasowano na rycerza, zawsze w dzień św. Jana, 24 czerwca. Wszystkie nominacje potwierdzał osobiście król pruski.
Opłaty przy wstąpieniu do zakonu były bardzo wysokie – 1 tys. marek pruskich (równowartość około 10 tys. €) przy nadaniu tytułu „Kawalera Honorowego” i dodatkowe 300 marek przy nadaniu tytułu „Kawalera z Prawa”, oprócz tego uiszczać trzeba było roczne składki w wysokości 100 marek.
W prawie niezmienionej formie i z siedzibą w Sonnenburgu zakon istniał do 1945. Dla zachowania ciągłości historycznej powiadamiano zawsze katolickiego Wielkiego Mistrza całego Zakonu św. Jana Jerozolimskiego rezydującego na Malcie (później w Rzymie) o wyborze nowego Herrenmeistera. Dopiero po 1947 otwarto zakon dla kandydatów nieszlacheckich.

### Od roku 1945

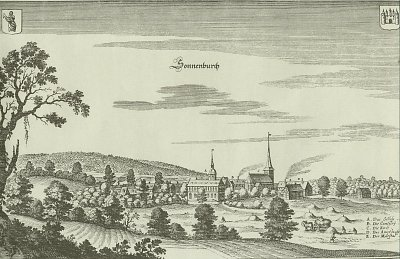
Zamek joannitów w Sonnenburgu (ob. Słońsku), sztych Meriana, XVII w.

Wraz z końcem II wojny światowej zakon stracił wszystkie swe posiadłości na ziemiach przyłączonych do Polski i ZSRR oraz na terenie sowieckiej strefy w Niemczech. Struktury zakonu zaczęto odbudowywać w 1947 na terenie ówczesnej RFN.
Na 35. Herrenmeistera wybrano księcia Oskara Karola Hohenzollerna (zm. 1958). W 1952 stworzono joannicką służbę ratowniczą (niem. Johanniter-Unfallhilfe, JUH). Po 1990 zakon powrócił na teren byłej NRD. Od 2001 jego główną siedzibą był Berlin, od 2004 siedzibą jest Poczdam, przy czym administracja pozostała w Berlinie. Zakon posiada obecnie ok. 4000 członków w Niemczech i poza Niemcami, w jego różnych organizacjach pomocniczych działa 1,4 miliona osób. Pełne członkostwo (z prawem głosowania w wielkiej kapitule – przy wyborze Herrenmeistera) posiadają tylko mężczyźni, kobiety mogą być członkami honorowymi. Istnieją stopnie aspirantów, członków honorowych, honorowych komendatorów, rycerzy honorowych (niem. Ehrenritter) oraz rycerzy z prawa (niem. Rechtsritter); wszystkie przysługujące osobom pochodzenia nieszlacheckiego. Na czele zakonu stoi Herrenmeister (od 1999 Oskar Prinz von Preußen (ur. 1959), u jego boku działa kapituła i rząd zakonny. Zakon podzielony jest na 23 komandorie, w tym pięć zagranicznych, austriacką, fińską, francuską, szwajcarską i węgierską. Szlachta z byłych niemieckich terenów wschodnich – obecnie polskich – grupuje się w większości w czterech komandoriach: pomorskiej, pruskiej, poznańsko-zachodniopruskiej i śląskiej. Szlachta z terenów dawnej Nowej Marchii (niem. Neumark), należącej do 1945 do Brandenburgii (obecnie jej tereny są podzielone między województwa: lubuskie i zachodniopomorskie) należy do komandorii brandenburskiej. Komandoria śląska zyskała po 1995 duże zasługi przy restauracji ewangelickiego Kościoła Pokoju w Jaworze na Dolnym Śląsku. Z kolei komandoria brandenburska (niem. Brandeburgische Provinzial-Genossenschaft) wspiera restaurację dawnego kościoła Zakonu w dawnym Sonnenburgu, obecnie Słońsku. Nieliczni Polacy – członkowie Zakonu należą do komandorii śląskiej oraz do tzw. komandorii Baliwatu.
Baliwat Brandenburski Zakonu Szpitalników Św. Jana Jerozolimskiego zwany Zakonem Joannitów jest współzałożycielem działającego w Polsce stowarzyszenia.

### Zakon w Holandii i Szwecji
Zakon holenderski w jego obecnej formie powołał do życia w 1909 książę Henryk, małżonek królowej Wilhelminy. Jest ekskluzywną, niewielką organizacją, która ściśle współpracuje z katolickimi joannitami w tym kraju. Początkowo był tylko jedną z zagranicznych dependencji Baliwatu Brandenburskiego, niepodległość ogłosił po 1945.
W Szwecji stworzono w 1920 osobną konfraternię narodową (szw. Johanniterordens i Sverige Riddarförbund), pod zwierzchnictwem pruskiego Herrenmeistera. Po II wojnie światowej odłączono się od baliwatu brandenburskiego i stworzono niepodległy zakon narodowy, który stoi pod protektoratem króla Szwecji. Zakon szwedzki liczy obecnie ok. 350 członków, w tym około 60 rycerzy sprawiedliwości (szlachciców). W Szwecji w odróżnieniu od Baliwatu Brandenburskiego nie zniesiono cenzusu szlachectwa przy przyjmowaniu nowych kandydatów na członków Zakonu.

### Zakon w Wielkiej Brytanii i innych krajach anglosaskich

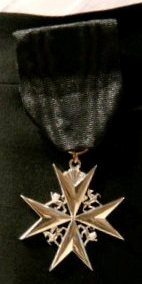
Krzyż Braci i Sióstr zakonu brytyjskiego (V.klasa)

Zakon joannitów języka angielskiego nie może się poszczycić tak długą tradycją jak komturia brandenburska i podległe jej inne organizacje narodowe. Rozwiązany po przejściu króla Henryka VIII na protestantyzm nie istniał w Wielkiej Brytanii aż do początku XIX wieku, kiedy podjęto próby wskrzeszenia go w związku z wojną wyzwoleńczą w Grecji – próby nie popierane ani przez wielkiego mistrza kawalerów maltańskich, ani przez dwór angielski Jerzego IV. Obecny zakon istnieje właściwie dopiero od 1837, gdy Sir Henry Dymoke został Wielkim Przeorem wówczas jeszcze nie tak licznej organizacji i zwrócił się do Wielkiego Komtura zakonu maltańskiego, hr. Filipa de Colloredo-Mansfeld (rządy: 1845–1864) o uznanie przeoratu angielskiego jako członka społeczności joannitów, czego mu odmówiono. Przeorat ogłosił po otrzymaniu odmowy niepodległość jako The Sovereign and Illustrious Order of Saint John of Jerusalem, Anglia, nie posiadając jednak jeszcze protektoratu królewskiego.
W latach 60.i 70. XIX wieku zakon brytyjski uzyskał wielu wpływowych członków, jak księcia Manchesteru (Wielkiego Przeora od 1861), za rządów którego zorganizowano pierwszy korpus ambulansów konnych, księcia Walii – późniejszego króla Edwarda VII i jego żonę księżną Aleksandrę oraz innych arystokratów i polityków.
Największy sukces brytyjskich joannitów miał miejsce w 1888, gdy zakon uznany został przez królową Wiktorię i otrzymał potwierdzone przez nią statuty. Od tej chwili panujący w Wielkiej Brytanii monarcha (obecnie: Karol III) jest automatycznie suwerenną głową zakonu. Zakon jest rządzony w imieniu monarchy przez Wielkiego Przeora (obecnie: Ryszard ks. Gloucester, kuzyn królowej). Posiada sześć klas, od posiadaczy Wielkiego Krzyża do giermków, z rozróżnieniem rycerzy i dam, z prawa (pochodzenia szlacheckiego) i honorowych (nieszlachciców).
Zakon maltański uznał brytyjski zakon joannitów dopiero w 1963.
Zakon brytyjski posiada dependencje także poza Europą: w Australii, Kanadzie, Nowej Zelandii i w USA.
W latach 60. i 70. XX wieku w USA działał także założony przez grupę zwolenników wygnanego i żyjącego w USA króla Jugosławii, Piotra II, prawosławny Zakon św. Jana z Jerozolimy, mianujący się ekumenicznym. Piotr II ogłosił się jego protektorem, ale zakon nie został uznany ani przez Przymierze (zob. niżej), ani przez zakon maltański i rozpadł się po śmierci króla (1970). Także głównie w USA działa prawosławny rosyjski zakon joannicki, założony w 1908, także nieuznany przez Maltańczyków i Przymierze.

## Subkomandoria Polska
Pierwszymi polskimi joannitami zostali duchowni Kościoła Ewangelicko-Augsburskiego w RP — ks. bp Ryszard Borski i ks. Andrzej Fober. Obu przyjęto do zakonu w randze rycerza honoru w 1999.
W 2011 w ramach Komandorii Baliwatu powołano do życia Subkomandorię Polską. Inicjatorem jej powstania był Rüdiger von Fritsch, ówczesny ambasador Niemiec w Polsce. Nowa struktura łączy joannitów żyjących na stałe lub czasowo w naszym kraju.
Ambasador von Fritsch został pierwszym prowadzącym Subkomandorię Polską. Po jego nominacji na ambasadora Niemiec w Rosji przewodnictwo subkomandorii przejął Friedrich von Rantzau, ówczesny p.o. prezesa zarządu DZ Bank Polska. W 2015 zakon powierzył  kierowanie subkomandorią ks. bp. Ryszardowi Borskiemu.
Polskie struktury Zakonu Joannitów liczą dziesięciu rycerzy – ośmiu Polaków i dwóch Niemców. Joannici rozsiani są po całym kraju, mieszkają we Wrocławiu, w Łodzi, Kętrzynie i Warszawie.
Szpitalniczy charyzmat polskiej części zakonu realizowany jest poprzez działania Stowarzyszenia Joannici Dzieło Pomocy.

## Insygnia

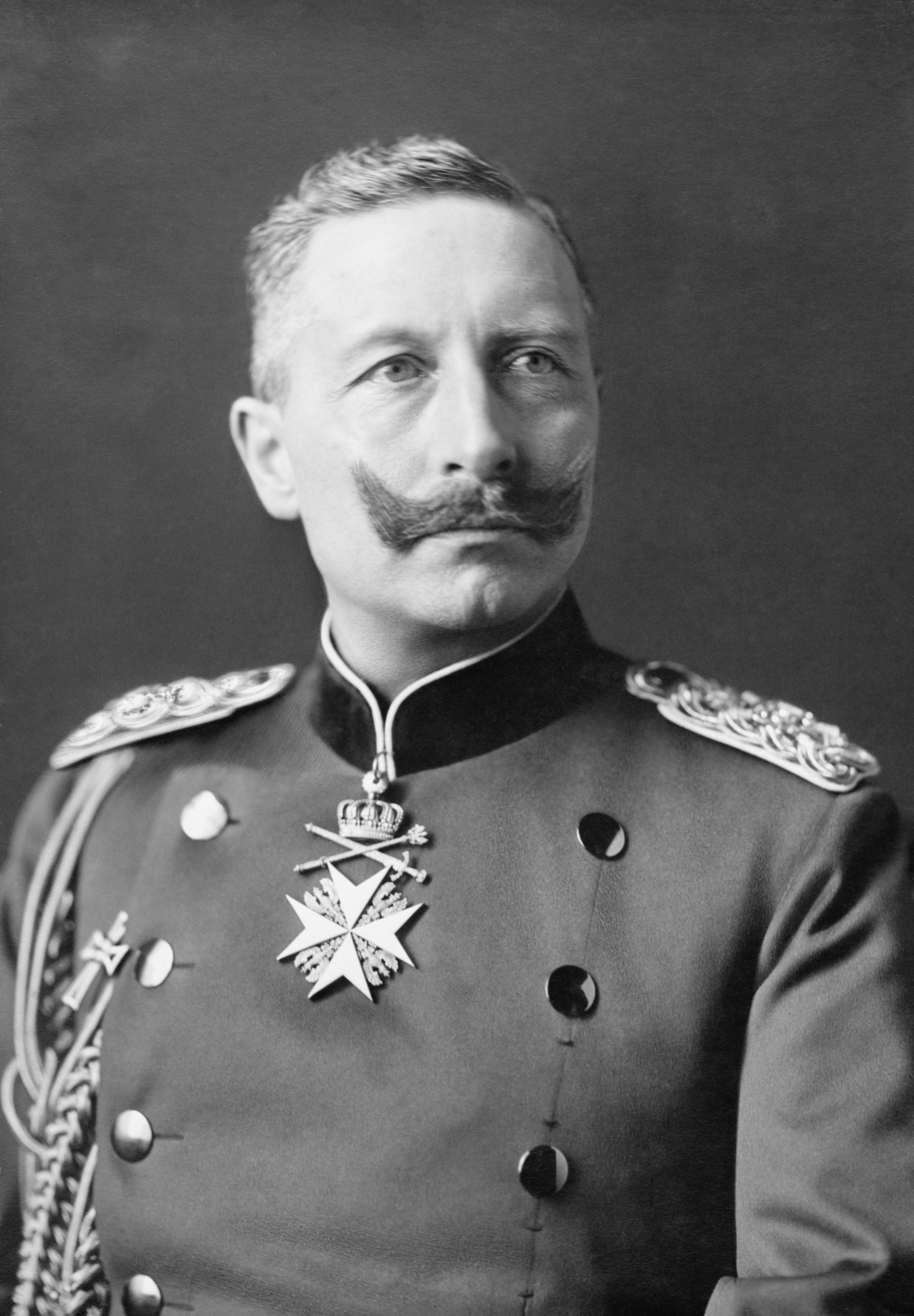
Cesarz Wilhelm II Hohenzollern z insygniami Protektora Baliwatu Brandenburskiego (widoczny jest także wystający spod poły munduru Krzyż Mariański – odznaczenie honorowe austriackiego Zakonu Krzyżaków)

Krzyż Baliwatu Brandenburskiego i podległych jej organizacji spoza Niemiec ma między swymi ramionami czarne ukoronowane pruskie orły (w przypadku osób w oddziale Ehrenritter – Rycerz Honorowy) lub złote ukoronowane orły pomiędzy ramionami i złota korona wieńcząca krzyż dla kategorii Rechtsritter – Rycerz z Prawa.
Cesarz Wilhelm II nakazał zaprojektować dla siebie jako nominalnego zwierzchnika Baliwatu Brandenburskiego specjalne, nie przewidziane przez statuty insygnia (nosił je zawsze i został z nimi pochowany): wielkich rozmiarów biały krzyż maltański, zawieszony na mieczu skrzyżowanym z buławą marszałkowską, ze złotą koroną królewską nad nimi.
W Wielkiej Brytanii i innych krajach anglosaskich oznaka ma między ramionami kroczące na lewo lwy brytyjskie (herb Anglii); krzyż używany w Szwecji ma tam snopki (herb Wazów). Dawny serbski zakon św. Jana miał między ramionami białe dwugłowe orły serbskie (herb Serbii), a krzyż nieuznanego rosyjskiego Przeoratu ma między ramionami czarne dwugłowe orły rosyjskie (carski herb Rosji).

## Rangi i klasy w zakonie
Od 1874 order/zakon podzielony był na dwa oddziały, a każdy z nich na dwie klasy:
- 1. oddział – Rechtsritter (Rycerz z Prawa, odznaka wieńczona koroną, ze złotymi orłami pomiędzy ramionami):
  - I klasa – Komandor
  - II klasa – Kawaler
- 2. oddział – Ehrenritter (Rycerz Honorowy, odznaka bez korony, z czarnymi orłami pomiędzy ramionami krzyża):
  - I klasa – Komandor
  - II klasa – Kawaler

Od wydania nowych statutów zakonu w 1957 istnieje nowy podział odznaczenia na pięć klas:
1. Krzyż Mistrza (Herrenmeisterkreuz) – duży emaliowany na biało krzyż maltański, złote orły między ramionami, złota korona
2. Krzyż Członka Honorowego (Kreuz der Ehrenmitglieder) – średni krzyż, czarne orły, złota korona,
3. Krzyż Komandorski (Kommendatorenkreuz) – średni krzyż, złote orły, złota korona,
4. Krzyż Kawalera z Prawa (Rechtsritterkreuz) – mały krzyż, złote orły, złota korona,
5. Krzyż Kawalera Honorowego (Ehrenritterkreuz) – średni krzyż, czarne orły, bez korony.